# کیومرث وشمگیر
کیومرث وشمگیر سیاست‌مدار ایرانی بود، که در دوره بیست و چهارم مجلس شورای ملی به عنوان نماینده کهک از استان قم در مجلس شورای ملی حضور داشت.